# Doryscus nigricollis
Doryscus nigricollis là một loài bọ cánh cứng trong họ Chrysomelidae. Loài này được Jiang miêu tả khoa học năm 1992.